# Cantón de Nangis
El cantón de Nangis es una circunscripción electoral francesa del departamento de Sena y Marne, en la región de Isla de Francia.
Desde la redistribución de distritos cantonales de 2014 en Francia, los cantones no son más que circunscripciones electorales destinadas a permitir la elección de concejales departamentales.

## Composición
Actualmente el cantón de Nangis incluye 46 comunas.

### Composición hasta 2015
Hasta el año 2015 agrupaba 17 comunas, que eran las siguientes:
- Bannost-Villegagnon
- Bezalles
- Boisdon
- Châteaubleau
- Fontains
- Frétoy
- Gastins
- Jouy-le-Châtel
- La Chapelle-Rablais
- La Croix-en-Brie
- Maison-Rouge
- Nangis
- Pécy
- Rampillon
- Saint-Just-en-Brie
- Vanvillé
- Vieux-Champagne

## Demografía
| 9890 | 11,064 | 12,331 | 13,690 | 14,767 | 15,666 | 15,977 |
| Para los censos de 1962 a 1999 la población legal corresponde a la población sin duplicidades (Fuente: INSEE [Consultar]) |        |        |        |        |        |        |